# Merviller
 Merviller  là một xã của tỉnh Meurthe-et-Moselle, thuộc vùng Grand Est, đông bắc nước Pháp, nổi tiếng với nghề sản xuất rượu nho. Dân số năm 1999 là 350 người.